# 베트남-태국 관계
베트남-태국 관계(베트남어: Quan hệ Thái Lan – Việt Nam, 태국어: ความสัมพันธ์ไทย–เวียดนาม)는 베트남과 태국 간의 양국 관계를 가리킨다. 베트남과 태국은 1976년 8월 6일에 외교 관계를 수립한 데 이어 2013년에 전략적 동반자 관계를 선언했다.
베트남과 태국 양국의 역사와 현대에 잇따른 이해 충돌에도 불구하고 양국 관계는 여전히 우호적이다. 현재 양국은 동남아시아 국가 연합(ASEAN, 아세안), 아시아 태평양 경제 협력체(APEC), 비동맹 운동, 동아시아-라틴 아메리카 협력 포럼 회원국이다.

## 역사

### 17세기 이전
현재의 베트남 북부 지역에는 중국 한나라 시대에 남중국해, 인도양으로 가는 해상 교통로가 있었다. 한나라 조정은 일남군(日南郡)에 요새를 두고 서문(徐聞)·합포(合浦, 두 지역 모두 현재의 중국 대륙에 위치함)와 함께 해외 항로의 기점으로 삼았다. 그 중에서도 현재의 태국으로 가는 해상 교통로가 있었다.
동시에 동남아시아에 유입된 인도 문화는 고대 태국의 여러 제후국과 현재의 베트남 남부를 차지했던 참파의 문화에 지대한 영향을 미쳤다. 특히 프놈 왕국은 현재의 베트남 남부와 태국의 짜오프라야강 삼각주 지역을 통치하기도 했다.:24
딘 왕조·리 왕조·쩐 왕조 시대에 베트남은 시암(현재의 태국)을 비롯한 일부 해외 국가들과 무역 관계를 맺고 있었다. 시암을 비롯한 여러 나라의 상인들은 1149년(리 왕조 다이딘 10년)에 대월 동부 해안에 도착하여 리 왕조 조정에 거주지와 통상 무역을 요청했다. 리 왕조 조정은 바다에 떠 있는 섬 안에 '번돈'(Vân Đồn)이라는 공동체를 세워 외국 상인들이 장사를 할 수 있도록 했다. 1182년(리 왕조 찐푸 7년)에는 시암의 외교 사절단이 대월에 선물을 진상하러 왔다. 1184년(리 왕조 찐푸 9년)에는 시암, 스리위자야를 비롯한 여러 나라의 상인들이 대월 번돈에 가서 공물을 바치고 리 왕조 조정과 경제 무역 문제를 협의했다.
쩐 왕조 시기이던 1313년(흥롱 21년)에 베트남과 시암이 군사 충돌을 일으켰다. 이 해에 시암군이 출병하여 점성(占城)을 침공했는데 이 도시는 쩐 왕조의 남쪽에 위치한 이웃 나라였다. 쩐 왕조는 응에안(Nghệ An), 럼빈(Lâm Bình)에 도티엔끼엔(Đỗ Thiên Kiến)이 이끄는 군대를 파견하여 시암군을 물리치도록 명령하였다.
시암인들은 일찍이 쩐 왕조에 선물을 보내 우의를 표했다. 1334년부터 1336년(카이흐우 6년 ~ 8년)까지 쩐 왕조가 애뢰(哀牢)로 출병했는데 이 전투와 관련된 비석의 기록에서 시암을 비롯한 여러 나라가 "각각의 물건을 받들고 앞을 다투어 맞이한다."고 언급했다. 대월과 시암은 무역에서도 발전하였다. 베트남의 화폐학자에 따르면 쩐 왕조 시기에 시암은 수코타이 왕국(1238년 ~ 1351년)부터 아유타야 왕국(1351년 ~ 1767년) 초반까지 있었다고 한다. 수코타이 왕조의 무역은 개방형으로 활발했는데 특히 시암에서 쓰이던 화폐인 '땅콩 은'이 베트남으로 유입되었다. 아유타야 왕조 시대에도 베트남 출신 상인들이 시암에 가서 장사를 했다. 두 나라의 교역 장소는 번돈이었는데 베트남의 역사서에 따르면 1360년(다이찌 3년)에 시암을 비롯한 여러 나라의 상선이 번돈에 가서 물건을 팔고 다양한 물품을 보냈다고 한다.

### 베트남의 남진
17세기 후반에 중국 광둥성 사람인 막끄우(Mạc Cửu)가 현재의 베트남 남부 하띠엔(Hà Tiên)으로 이주했다. 시암과 베트남 응우옌 주의 관할 구역에 인접한 하띠엔은 인도차이나반도 남부에서 여러 나라가 만나던 곳이었기 때문에 시암으로부터 강한 공격을 받기도 했다. 베트남 응우옌 왕조 시대에 지어진 《하선진협진정씨가보》(河仙鎭協鎭鄭氏家譜)에 따르면 막끄우는 17세기 말에 일어난 한 전투에서 시암군의 포로로 잡혔고 만세산(萬歲山, 현재의 태국 사뭇사콘주)에 안치되었다. 나중에 시암에서 내란이 일어나자 막끄우는 하띠엔진에 속해 있던 루옹끼(Luống Kì)로 도망갔다가 하띠엔으로 돌아왔다.
막끄우가 죽은 이후에 막티엔뜨(Mạc Thiên Tứ)는 아버지의 뒤를 이어 하띠엔을 지배했다. 1767년에 시암 아유타야 왕국이 멸망하자 아유타야의 왕자였던 차오추이(เจ้าจุ้ย, 타이사 국왕의 손자)는 하띠엔으로 도망쳤다가 막티엔뜨의 손에 넘어갔다. 당시 시암은 혼란에 빠져 각 세력이 할거했다. 짠타부리를 토벌한 톤부리 왕국의 딱신 국왕은 현지 총독인 프라야찬타부리(พระยาจันทบุรี)를 추방하여 기지로 삼았고 프라야찬타부리도 막티엔뜨의 손에 넘어갔다. 딱신은 막티엔뜨에게 이 사람들을 내놓으라고 요구했는데 막티엔뜨가 이를 거절하면서 두 나라의 관계는 긴장 상태에 놓였다. 막티엔뜨는 항상 수군을 보내서 시암 해역의 허실을 살피게 했다. 막티엔뜨는 1769년에 딱신이 이끄는 군대가 차오프라야 나콘시탐랏(เจ้าพระยานครศรีธรรมราช, 이름은 누(หนู))을 출정시킬 때에 쩐다이륵(Trần Đại Lực)을 보내서 짠타부리를 급습하게 했으나 물과 땅이 좋지 않아서 철수했다. 이처럼 베트남과 시암은 수년 동안 전쟁을 벌였다.
1777년에 베트남 남부를 세습 통치하던 응우옌 주는 떠이선(Tây Sơn)의 응우옌냑, 응우옌후에, 응우옌르 형제들에 의해 전복되었다. 지지자들의 도움으로 마지막 응우옌 주의 조카인 응우옌푹아인(자롱 황제)은 자딘(현재의 호찌민시)을 탈환하고 대원수 섭국정을 자처하다가 응우옌 왕을 자처했다. 그러나 떠이선 반군은 1783년에 자딘을 다시 점령했다. 응우옌푹아인은 푸꾸옥섬으로 도망칠 수밖에 없었는데 응우옌군은 그곳에서 떠이선군의 습격을 받아 식량이 부족했다. 응우옌푹아인이 지휘하던 군대의 장군인 쩌우반띠엡(Châu Văn Tiếp)은 방콕을 방문하여 시암의 지원을 요청했다. 베트남의 사료에 따르면 탓씨다(Thát Xỉ Đa, 또는 쩟시다(Chất Si Đa))는 시암의 한 군대를 이끌고 이듬해 하띠엔에 도착했다. 응우옌푹아인은 그를 따라 방콕으로 후퇴했고 그곳에서 라마 1세(풋타엿파쭐라록) 국왕의 열렬한 환영을 받았다. 라마 1세는 시암군이 응우옌푹아인을 도와 잃어버린 왕국을 되찾겠다고 약속했다. 이 때문에 태국은 1785년 응우옌 주 연합군과 남키(Nam Kỳ, 코친차이나)를 침공했고 응우옌후에가 이끌던 군대를 상대로 락검-쏘아이뭇 전투를 치르게 된다. 끄롬 루앙 텝리락(กรมหลวงเทพหริรักษ์)이 이끌던 시암군은 도주하던 도중에 차오프라야 아파이푸베손(เจ้าพระยาอภัยภูเบศร)을 접견했고 캄보디아를 거쳐 시암으로 돌아오게 된다. 이 때 시암군에는 2,000 ~ 3,000명 정도만이 살아남았다. 응우옌군은 거의 전멸했는데 응우옌 주의 수반인 응우옌반우이(Nguyễn Văn Uy)는 전사했다. 응우옌푹아인은 측근 몇 명만 이끌고 껀터로 도망쳤고 나중에 시암으로 들어가게 된다.

### 18세기 말과 19세기 초반
락검-쏘아이뭇 전투 직후에 응우옌푹아인은 떠이선 왕조의 내란을 틈타 베트남으로 돌아오게 된다. 응우옌푹아인은 자딩을 다시 점령하고 이를 기지로 삼았고 북벌을 통해 마침내 베트남 전국을 통일하게 된다. 태국의 《라타나코신 왕실 연대기》에 따르면 응우옌푹아인이 황제로 즉위하기 이전에 6차례에 걸쳐 시암의 라마 1세 국왕에게 금은화(金銀花)를 진상해 승복하겠다는 뜻을 표시했다. 응우옌푹아인은 떠이선 왕조를 상대로 벌인 북벌 전쟁에서 시암에 캄보디아, 비엔티안 왕국 출신 병사들을 보내서 라마 1세의 동의를 얻어냈다. 응우옌푹아인은 응우옌 왕조를 세운 이후에 시암에 금은화를 진상하지 않았지만 시암과 사자를 주고받았다. 응우옌 왕조와 시암은 1813년에는 캄보디아 문제로 충돌했지만 두 나라는 자롱 시대에 전반적으로 우호적인 관계를 유지했다.
그러나 자룽 황제의 뒤를 이어 즉위한 민망 황제는 베트남을 중국 청나라와 같은 대제국으로 만들겠다는 계획을 세웠고 여러 차례에 걸쳐 대외적으로 영토를 확장하면서 시암과 군사적 충돌을 빚게 된다. 1826년에는 비엔티안 왕국의 아누웡 국왕이 시암의 통치에 맞서 군대를 조직했는데 아누웡 국왕은 비엔티안에 대한 시암의 종주권을 종식시키고 역사적인 란쌍 왕국을 회복하려고 했다. 응우옌 왕조는 비엔티안 왕국의 아누웡 국왕을 지지하고 시암에 대항하려고 했으나 실패했다. 1831년에는 시암이 캄보디아와 베트남 남부 지역을 정복하려다가 1834년에 베트남 군대의 반격에 밀려났다. 또한 시암은 베트남에서 일어난 레반코이(Lê Văn Khôi)의 반란을 지지했다.
1841년부터 1845년 사이에 일어난 시암-베트남 전쟁에서 시암은 베트남에 점령당한 캄보디아의 복국을 성공적으로 지원했다. 1845년에는 시암의 차오프라야 바딘톤데차(เจ้าพระยาบดินทรเดชา) 장군이 베트남의 응우옌찌프엉(Nguyễn Tri Phương)·조안우언(Doãn Uẩn) 장군과 함께 평화 조약을 체결했는데 두 나라는 상대방 국가를 점령하고 있던 군대를 철수하고 휴전을 하며 캄보디아의 내정에 간섭하지 않기로 합의했다.

### 근현대의 베트남-태국 관계
베트남은 1884년에 프랑스에 점령되어 프랑스령 인도차이나라는 식민지가 되었고 베트남과 태국의 관계 또한 태국-프랑스 관계의 일부가 된다. 하지만 태국이 라오스를 프랑스에 할양하기를 거부했기 때문에 1893년에 프랑스-시암 전쟁이 발발했는데 베트남은 프랑스의 보호국으로 참전했다.
1945년에 베트남 민주공화국(북베트남)이 프랑스로부터 독립했지만 당시 반공주의를 내세웠던 태국 정부는 이를 외교적으로 인정하지 않았다. 태국은 1955년에 베트남 공화국(남베트남)을 베트남을 대표하는 유일한 합법 정부로 인정하고 외교 관계를 수립했다. 태국은 베트남 전쟁 시기에 미국과 남베트남의 우방국이었고 11,570명의 군인이 참전했다. 이 가운데 351명이 전사했고 1,358명이 부상당했다.
1975년에 일어난 북베트남의 사이공 함락과 함께 베트남 전쟁이 종료되었고 태국은 1976년 8월 6일에 베트남 사회주의 공화국이라는 통일 베트남 정부와 수교했다. 그러나 1978년에 일어난 베트남-캄보디아 전쟁으로 촉발된 국경 마찰 등으로 인해 베트남과 태국 간의 관계는 다시 냉랭해졌다. 또한 태국 정부는 1979년에 일어난 중국-베트남 전쟁에서 중화인민공화국(중국) 군대가 베트남에서, 베트남 군대가 캄보디아에서 각각 철수할 것을 요구했다. 1989년에 베트남 군대가 캄보디아에서 철수하면서 베트남과 태국 간의 관계가 개선되었다.
베트남은 1995년 7월 28일에 동남아시아 국가 연합에 가입하여 이 기구의 7번째 정식 회원국이 되었으며 베트남과 태국의 양자 협력 관계 발전을 크게 촉진했다. 또한 양국의 고위급 지도자들의 상호 방문도 증가했다.

## 경제 무역 관계
2015년 기준으로 태국은 베트남의 10대 투자 국가 가운데 하나이고 전체 투자액이 70억 미국 달러에 달한다. 태국은 베트남의 5대 교역 상대국이다.

## 외교 공관
베트남은 태국 방콕에 대사관을 두고 있으며 콘깬에 총영사관을 두고 있다. 태국은 베트남 하노이에 대사관을 두고 있고 호찌민시에 총영사관을 두고 있다.

## 관광
베트남 여권을 소지한 베트남 국민은 최대 30일 동안 태국에 무비자로 입국할 수 있다. 질병 치료를 위해 태국에 입국한 경우에는 최대 90일 동안 체류할 수 있다. 태국 여권을 소지한 태국 국민도 최대 30일 동안 베트남에 무비자로 입국할 수 있다.